# 劉易斯敦 (馬里蘭州)
劉易斯敦（英語：Lewistown）是位於美國馬里蘭州弗雷德里克縣的一個普查規定居民點。

## 人口
根據2020年美國人口普查的數據，劉易斯敦的面積為1.68平方千米，當中陸地面積為1.66平方千米，而水域面積為0.02平方千米。當地共有人口458人，而人口密度為每平方千米272.62人。